# Andrzej Górecki

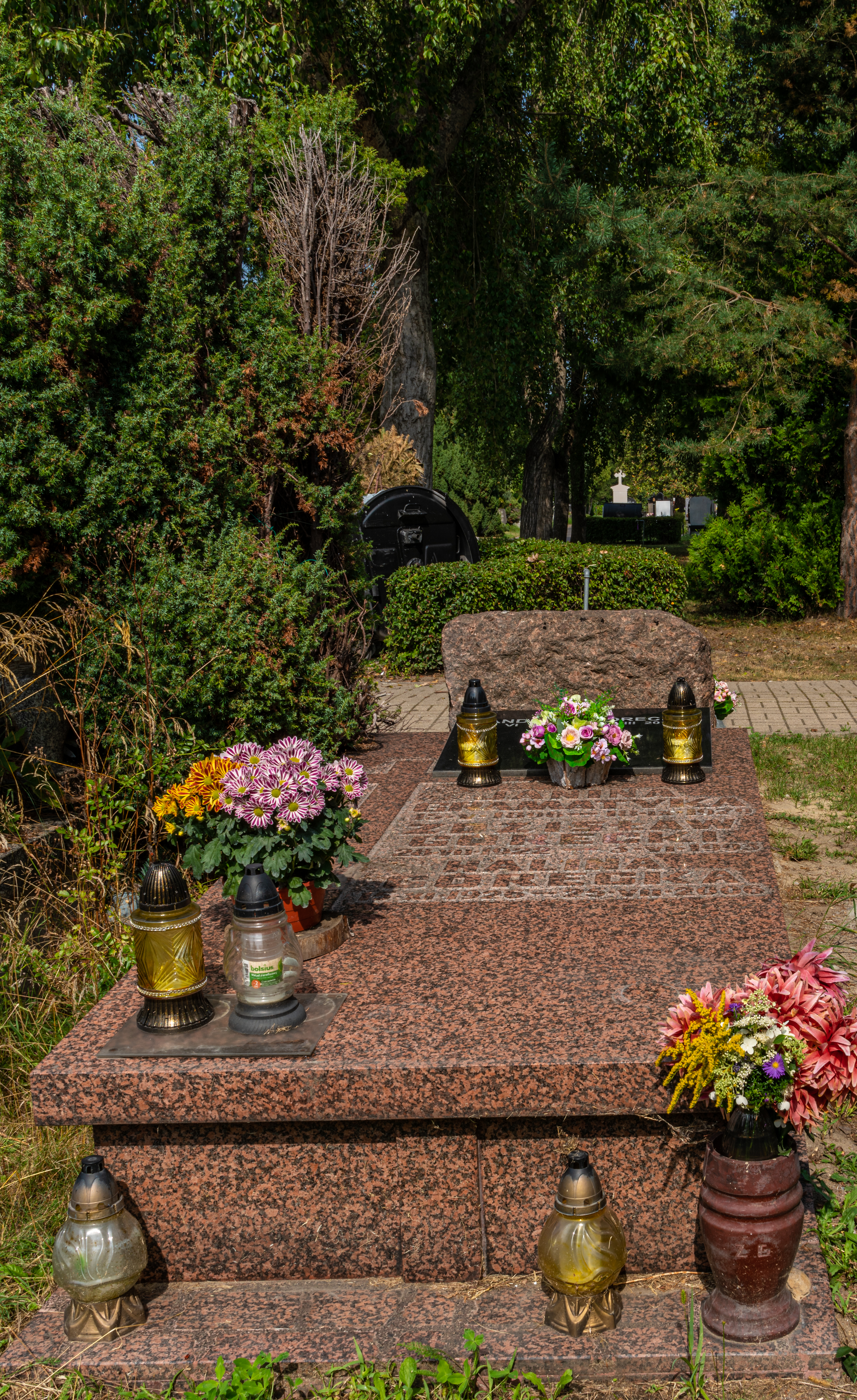
Grób Andrzeja Góreckiego na cmentarzu Komunalnym Północnym w Warszawie

Andrzej Zdzisław Górecki (ur. 7 czerwca 1950 w Warszawie, zm. 23 sierpnia 2013 tamże) – polski lekarz ortopeda, prof. dr hab. n. med.

## Życiorys
Ukończył w 1974 studia na Akademii Medycznej w Warszawie i uzyskał prawo wykonywania zawodu, w 1977 uzyskał specjalizację I stopnia jako chirurg urazowo-ortopedyczny. W 1981 uzyskał specjalizację II stopnia, a trzy lata później otrzymał tytuł doktora nauk medycznych. W 1990 przedstawił pracę habilitacyjną "Przewlekłe przednie niestabilności stawu kolanowego", a po czterech latach został nominowany do tytułu profesora. Od 1993 przez trzy lata pełnił funkcję prodziekana I Wydziału Lekarskiego, a następnie do 1999 prorektora ds. Klinicznych, Inwestycji i Współpracy z Regionem warszawskiej Akademii Medycznej. Pomiędzy 1997 a 2010 przewodniczył Radzie Ordynatorów warszawskiego Szpitala Klinicznego Dzieciątka Jezus. Równocześnie od 1997 zajmował stanowisko kierownika Katedry i Kliniki Ortopedii i Traumatologii Narządu Ruchu I Wydziału Lekarskiego, pomiędzy 2002 a 2008 pełnił funkcję rzecznika dyscyplinarnego dla nauczycieli akademickich. Ponadto był Krajowym specjalistą w Dziedzinie Ortopedii i Traumatologii Narządów Ruchu.

## Odznaczenia
Andrzej Górecki był odznaczony:
- Krzyżem Oficerskim Odznaki Honorowej za Zasługi dla Republiki Austrii (1977)[1].
- Nagrodą Ministra Zdrowia;
- Odznaką honorową „Za zasługi dla ochrony zdrowia”;

oraz wielokrotnie Nagrodami JM Rektora.
Został pochowany na cmentarzu komunalnym Północnym (kw. W-XVI-1, rząd 2, grób 2).